# Leibniz (keksz)

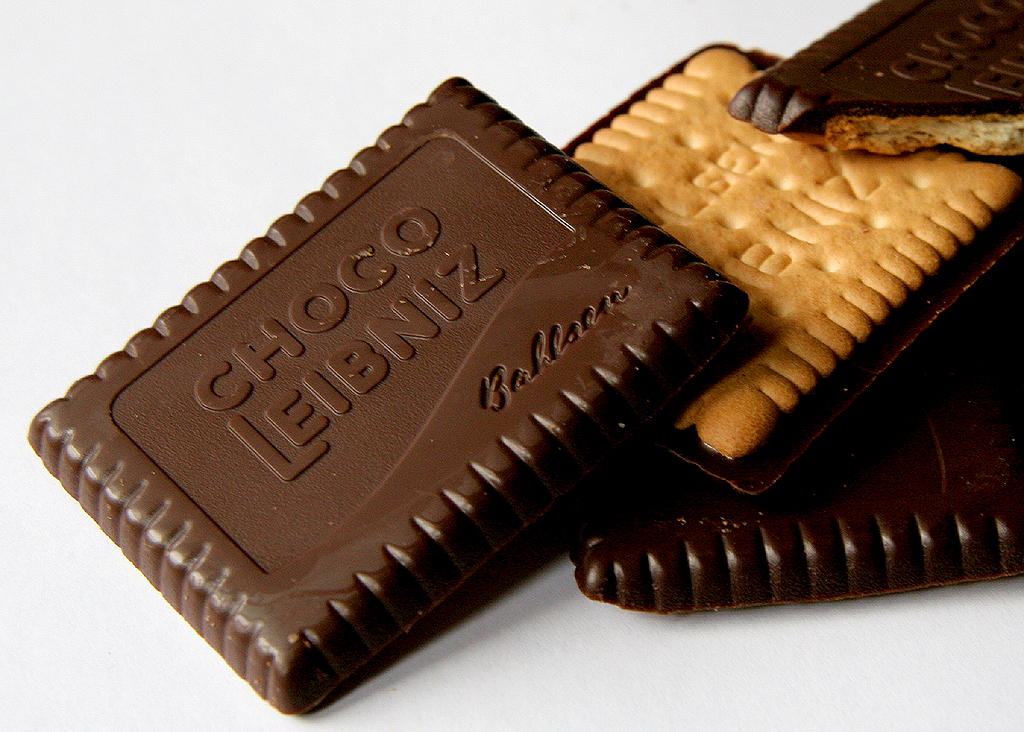
Choco Leibniz

A Leibniz a német Bahlsen cég védjegye a Hannoverben 1891 óta gyártott vajas kekszeire (Butterkeks). (A Leibniz márkanév Gottfried Wilhelm Leibniz matematikus, filozófus nevét őrzi, aki Hannoverben élt.)
A klasszikus Leibniz keksz mellett létezik a csokoládéba mártott változat is Choco Leibniz néven.

## Összetevői
- búzaliszt,
- cukor,
- vaj (12%),
- invertcukorszirup,
- tejcukor,
- térfogatnövelő szerek (nátrium-hidrogén-karbonát és dinátrium-difoszfát), * édes tejsavópor,
- teljes értékű tejpor,
- só,
- emulgeálószer (szójalecitin),
- aroma (tejcukor),
- savanyúságot szabályozó anyag (citromsav),
- teljes tojáspor.